# Panagiotis Markouizos
Panagiotis Markouizos (griechisch Παναγιώτης Μαρκουίζος, * 13. August 1980 in Athen) ist ein ehemaliger griechischer Eiskunstläufer. Er war mehrfacher griechischer Meister. Sein bestes Ergebnis bei ISU-Titelkämpfen war der 33. Platz bei der Eiskunstlauf-Europameisterschaft im Jahre 2001.

## Karriere
Markouizos begann 1988 mit dem Eiskunstlauf und folgte damit seiner Schwester, die bereits einige Jahre diesen Sport ausübte. Kurz darauf erreichte er zwischen 1995 und 1999 mehrere Platzierungen im Mittelfeld bei internationalen Juniorenwettbewerben. Zwischen 1998 und 2003 erreichte er insgesamt sechs griechische Meistertitel und nahm damit auch mehrmals an Eiskunstlauf-Europameisterschaften sowie Eiskunstlauf-Weltmeisterschaften teil, bei denen er sich jedoch nie auch nur für das Kurzprogramm qualifizieren konnte. Seit 2004 hat er an keinen Wettbewerben mehr teilgenommen.
Panagiotis Markouizos ist bislang der einzige griechische Eiskunstläufer, der einen dreifachen Toeloop-Sprung und einen dreifachen Salchow-Sprung gezeigt hat. Unter allen griechischen Läufern ist er auch derjenige mit der höchsten Zahl an Teilnahmen bei internationalen Wettbewerben.
Seit dem Abschluss seiner Trainerschulung in Kanada arbeitete Markouizos als Eiskunstlauftrainer und -lehrer in Athen. Er trainierte dabei auch mehrere Teilnehmer der Eiskunstlauf-Weltmeisterschaft 2008 in Göteborg und der Eiskunstlauf-Weltmeisterschaft 2009 in Los Angeles.
| Platzierungen an ISU-Meisterschaften     | Platzierungen an ISU-Meisterschaften | Platzierungen an ISU-Meisterschaften | Platzierungen an ISU-Meisterschaften | Platzierungen an ISU-Meisterschaften | Platzierungen an ISU-Meisterschaften | Platzierungen an ISU-Meisterschaften |
| ---------------------------------------- | ------------------------------------ | ------------------------------------ | ------------------------------------ | ------------------------------------ | ------------------------------------ | ------------------------------------ |
|                                          | 1998                                 | 1999                                 | 2000                                 | 2001                                 | 2002                                 | 2003                                 |
| Eiskunstlauf-Weltmeisterschaften         | 35.                                  | 41.                                  | 45.                                  | 43.                                  | 37.                                  |                                      |
| Eiskunstlauf-Europameisterschaften       |                                      | 35.                                  | 35.                                  | 33.                                  |                                      |                                      |
| Eiskunstlauf-Juniorenweltmeisterschaften | 32.                                  | 40.                                  |                                      |                                      |                                      |                                      |
| Griechische Meisterschaften              | 1.S                                  | 1.S                                  | 1.S                                  | 1.S                                  | 1.S                                  | 1.S                                  |

S=Senior
| Andere Leistungen an Internationalwettbewerben | Andere Leistungen an Internationalwettbewerben | Andere Leistungen an Internationalwettbewerben | Andere Leistungen an Internationalwettbewerben |
| ---------------------------------------------- | ---------------------------------------------- | ---------------------------------------------- | ---------------------------------------------- |
|                                                | Stadt / Staat                                  | Jahr                                           | Platz                                          |
| Europäisches Olympisches Jugendfestival        | Andorra                                        | 1995                                           | 17.J                                           |
| Gardena Spring Trophy                          | Ortisei                                        | 1996                                           | 19.J                                           |
| Europäisches Olympisches Jugendfestival        | Sundsvall                                      | 1997                                           | 16.J                                           |
| Junior Grand Prix Canada                       | Montreal                                       | 1999                                           | 15.J                                           |
| Karl Schäfer Memorial                          | Wien                                           | 1999                                           | 14.J                                           |
| Balkanische Eiskunstlauf-Meisterschaft         | Bukarest                                       | 2002                                           | 4.S                                            |

S=Senior, J=Junior